# T. S. Monk
Thelonious Sphere Monk III, plus connu sous le nom de T. S. Monk, est un batteur de jazz américain né le 27 décembre 1949. Il est le fils du pianiste de jazz Thelonious Monk.

## Biographie
T. S. Monk nait le 27 décembre 1949 à New York.
Il commence par jouer de la trompette et du piano, avant de passer à la batterie à l'âge de 13 ans. Il prend des cours avec Max Roach.
Il joue pour la première fois en public avec son père, dans une émission télévisée en 1970 ; il tourne avec lui en 1970 et 1971. Il joue ensuite avec le groupe fusion Natural Essence et dans le big band de Paul Jeffrey. Il monte un groupe de rhythm and blues, appelé « T.S. Monk » avec sa sœur Barbara Monk et la chanteuse Yvonne Fletcher. Le groupe enregistre trois albums pour Mirage Records au début des années 1980, et a quelques succès comme Bon Bon Vie (Gimme the Good Life) et Too Much Too Soon.
Il fonde en 1986 le Thelonious Monk Institute of Jazz, qui célèbre la mémoire de son père pianiste, mort en 1982, et tient un concours annuel important dans l'émergence de nouveaux talents.
L'institut le conduit à revenir au jazz en 1992, il joue alors avec le big band de Clifford Jordan et avec Walter Davis, avant de monter son propre sextet à la fin des années 1980, avec notamment le trompettiste Don Sickler.
Son album Monk on Monk (1997), sur lequel il rend hommage à son père, est « album de l'année » de la première édition des New York Jazz Awards, ainsi qu'« album de l'année » dans le prix des lecteurs de DownBeat.
En 2012, il collabore avec Herbie Hancock et l'UNESCO pour créer la « journée internationale du jazz », rassemblant des musiciens du monde entier.

## Discographie
Avec T.S. Monk
- 1980 : House Of Music (Mirage)[3]
- 1981 : More Of The Good Life (Mirage)
- 1982 : Human (Mirage)

En tant que leader
- 1992 : Take One (en) (Blue Note Records)[4]
- 1993 : Changing of the Guard (en) (Blue Note Records)
- 1995 : The Charm (en) (Blue Note Records)
- 1997 : Monk on Monk (en) (N2K Encoded Music)
- 1999 : Crosstalk (N-Coded Music)
- 2003 : Higher Ground (Thelonious Records, Hyena Records)
- 2014 : Verbiest Meets Monk: Father and Son avec Rony Verbiest (September)